# Naga Bay
Naga Bay im Bobbejaanland (Lichtaart, Antwerpen, Belgien) ist eine Spinning-Stahlachterbahn vom Modell SC3000 des Herstellers Maurer Rides, die am 9. April 2011 als Dizz eröffnet wurde. Unter diesem Namen fuhr die Bahn bis 2016.
Die 430 m lange Bahn erreicht eine Höhe von 17 m und beschleunigt die Wagen auf 55 km/h.

## Wagen
Naga Bay besitzt sechs einzelne Wagen. In jedem Wagen können vier Personen (zwei Reihen à zwei Personen) Platz nehmen.